# 膺戎图

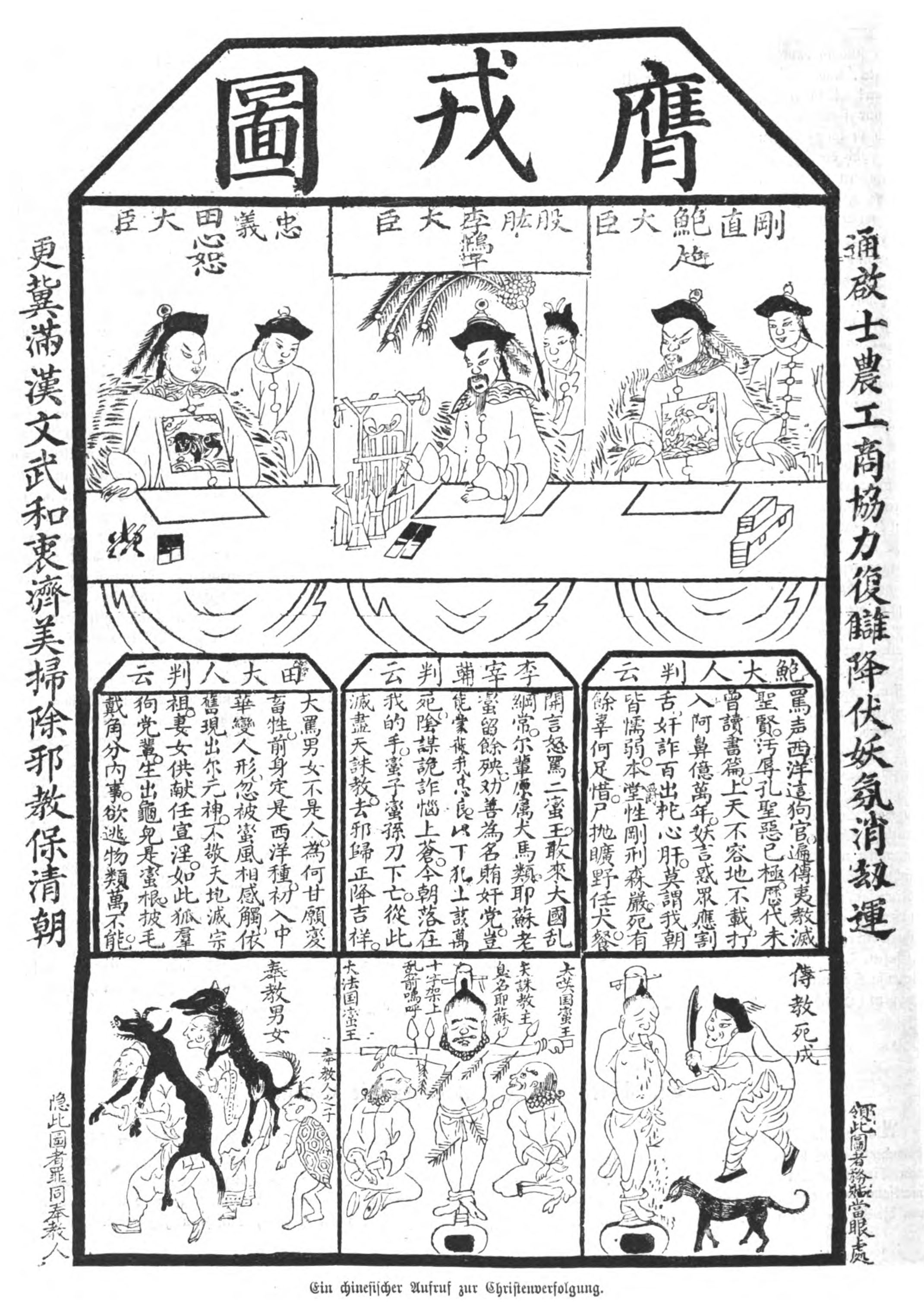
膺戎圖

《膺戎图》，是在清朝同治末年、光绪初年期间在四川省各地出现的一个义和团活动宣传图，为当时反天主教斗争的宣传材料。

## 内容
《膺戎图》以念白的形式虚构了“股肱大臣李鸿章”、“刚直大臣鲍超”、“忠义大臣田兴恕”三人的画像并附上反教言语，其中载李鸿章的“判词”中，谴责洋人“以下犯上”，反映了当时民众的反教心态。
光绪元年四月十七日（1875年5月21日），成都将军、四川总督饬令查禁《膺戎图》等反洋教书刊札：
|  | 照得天主教劝人为善，奉旨弛禁巳久。从教与不从教各听其便。兹据洪主教函称，合州地方有好事之徒，刊印《膺戎图》并新增《勤王录》，在于顺庆一带张贴散布，殊属显违条约。除札川北道遵办外，合亟札饬。札道该道即便遵照，转饬重庆府、合州、顺庆府、南充县密查严禁。勿使该教有所借口，以弭衅端。切切特札。 |